# Pituophis deppei

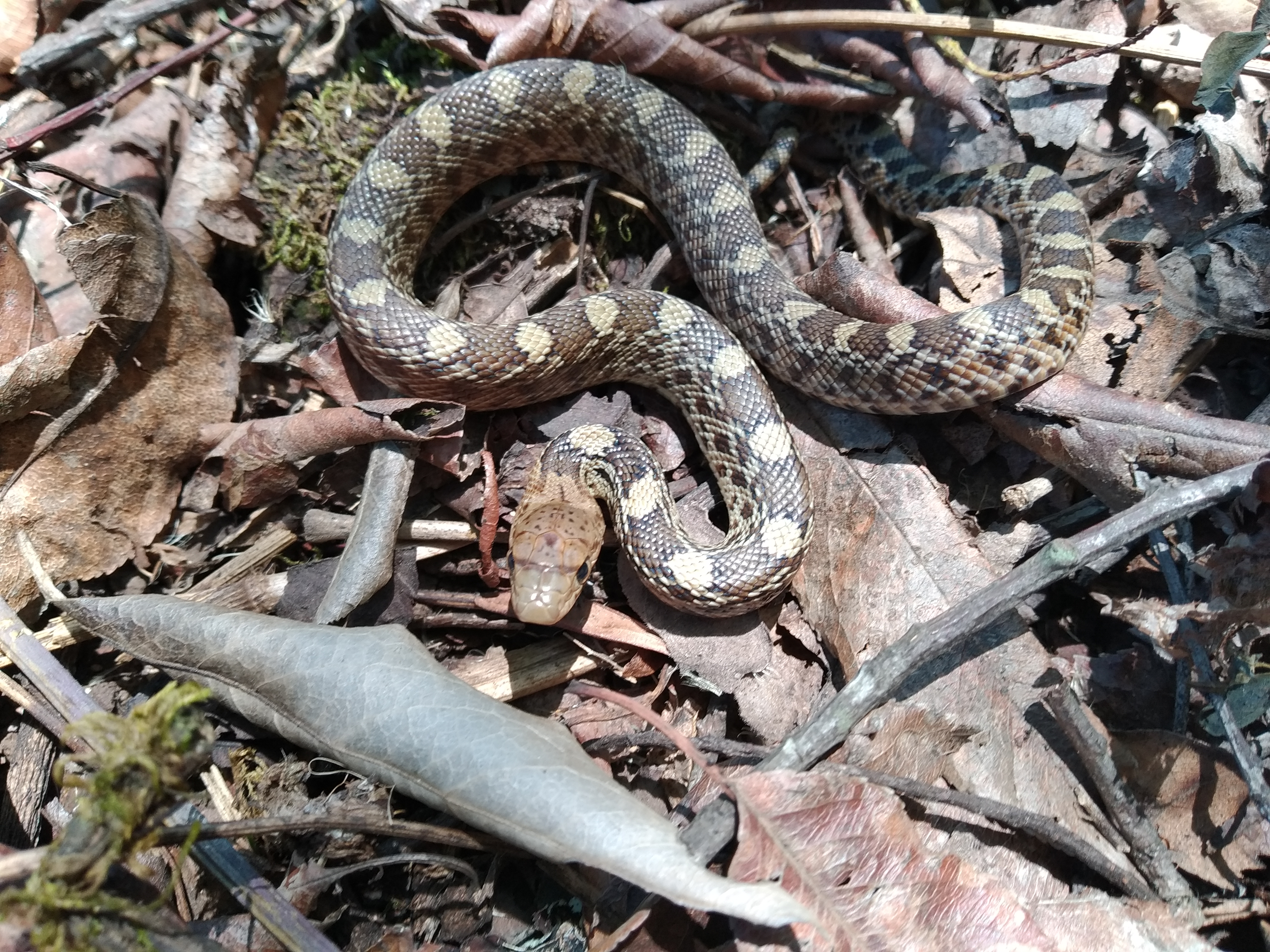
Ejemplar juvenil de Pituophis deppei.

La Culebra sorda mexicana, Cincuate o Alicante (Pituophis deppei) es una serpiente de la familia Colubridae y subfamilia Colubrinae. Mide alrededor de 1.6 metros y vive en ambientes boscosos templados, así como áridos como matorral xerófilo y chaparral, en la parte central de Puebla hasta el sur de Chihuahua. Se trata de una especie endémica de México y considerada como amenazada (A) por la NOM-059-SEMARNAT-2010.

## Distribución
Es una especie endémica de México. Se encuentra de forma relativamente abundante sobre todo en los estados de México, Hidalgo, Aguascalientes, Jalisco, Querétaro, Coahuila, Nuevo León, Morelos, Tamaulipas, San Luis Potosí, Oaxaca, Sonora, Guanajuato, Nayarit y Puebla.

## Descripción
La culebra sorda mexicana se caracteriza por tener una coloración amarilla mostaza con manchas cuadrangulares negras en la amplitud de su cuerpo. Su cola es café y las suturas de las escamas labiales presentan coloración negra. Poseen un vientre liso, con coloración blanca y crema. Puede llegar a medir 1.6 metros de longitud.

## Hábitat y comportamiento
Tiene hábitos diurnos y terrestres. Se encuentra en ambientes áridos y templados, especialmente con vegetación de encino y pino-encino. También se le encuentra en zonas de cultivo de maíz. Las altitudes donde se encuentre van desde los 1500 a 2500 m. s. n. m.
Suele alimentarse de vertebrados pequeños como ratones, lagartijas y aves. Su reproducción ocurre en la primavera, colocando sus huevos en verano para que sus crías nazcan en otoño, depositando en su medio natural de 4 a 24 huevos.

## Taxonomía
Se reconocen las siguientes subespecies:
- Pituophis deppei deppei (Duméril, 1853)
- Pituophis deppei jani (Cope, 1861)

## Estado de conservación
Aunque la Lista Roja de la UICN señala que la Pituophis deppei está en la categoría de preocupación menor, la Norma Oficial mexicana (NOM-059-ECOL-1994) la coloca como amenazada.